# École nord-américaine
L'école nord-américaine de problèmes d'échecs (1860-1900) regroupe un ensemble de problémistes qui ont privilégié les mêmes qualités que Sam Loyd pour les problèmes qu'ils composaient. Sam Loyd n'a pas créé cette école, caractérisée par l'inventivité, au détriment parfois d'autres critères d'appréciation, mais il en est le membre le plus connu. Sam Loyd eut comme successeurs William Shinkman et Otto Wurzburg.

## Exemples de problèmes d'échecs
Voici un problème de William Meredith, qui, tout en étant membre de l'école nord-américaine, exprima particulièrement sa singularité par l'économie de moyens (12 pièces au maximum) :
|   | a | b | c | d | e | f | g | h |   |
| 8 | Fou blanc sur case noire d6 · Pion noir sur case blanche g6 · Roi blanc sur case noire g5 · Pion blanc sur case noire b4 · Pion blanc sur case blanche c4 · Roi noir sur case noire d4 · Pion noir sur case blanche e4 · Tour blanche sur case noire c3 · Cavalier noir sur case blanche d3 · Cavalier blanc sur case noire e3 · Dame blanche sur case blanche h3 · Cavalier noir sur case noire a1 · Cavalier blanc sur case blanche b1 | Fou blanc sur case noire d6 · Pion noir sur case blanche g6 · Roi blanc sur case noire g5 · Pion blanc sur case noire b4 · Pion blanc sur case blanche c4 · Roi noir sur case noire d4 · Pion noir sur case blanche e4 · Tour blanche sur case noire c3 · Cavalier noir sur case blanche d3 · Cavalier blanc sur case noire e3 · Dame blanche sur case blanche h3 · Cavalier noir sur case noire a1 · Cavalier blanc sur case blanche b1 | Fou blanc sur case noire d6 · Pion noir sur case blanche g6 · Roi blanc sur case noire g5 · Pion blanc sur case noire b4 · Pion blanc sur case blanche c4 · Roi noir sur case noire d4 · Pion noir sur case blanche e4 · Tour blanche sur case noire c3 · Cavalier noir sur case blanche d3 · Cavalier blanc sur case noire e3 · Dame blanche sur case blanche h3 · Cavalier noir sur case noire a1 · Cavalier blanc sur case blanche b1 | Fou blanc sur case noire d6 · Pion noir sur case blanche g6 · Roi blanc sur case noire g5 · Pion blanc sur case noire b4 · Pion blanc sur case blanche c4 · Roi noir sur case noire d4 · Pion noir sur case blanche e4 · Tour blanche sur case noire c3 · Cavalier noir sur case blanche d3 · Cavalier blanc sur case noire e3 · Dame blanche sur case blanche h3 · Cavalier noir sur case noire a1 · Cavalier blanc sur case blanche b1 | Fou blanc sur case noire d6 · Pion noir sur case blanche g6 · Roi blanc sur case noire g5 · Pion blanc sur case noire b4 · Pion blanc sur case blanche c4 · Roi noir sur case noire d4 · Pion noir sur case blanche e4 · Tour blanche sur case noire c3 · Cavalier noir sur case blanche d3 · Cavalier blanc sur case noire e3 · Dame blanche sur case blanche h3 · Cavalier noir sur case noire a1 · Cavalier blanc sur case blanche b1 | Fou blanc sur case noire d6 · Pion noir sur case blanche g6 · Roi blanc sur case noire g5 · Pion blanc sur case noire b4 · Pion blanc sur case blanche c4 · Roi noir sur case noire d4 · Pion noir sur case blanche e4 · Tour blanche sur case noire c3 · Cavalier noir sur case blanche d3 · Cavalier blanc sur case noire e3 · Dame blanche sur case blanche h3 · Cavalier noir sur case noire a1 · Cavalier blanc sur case blanche b1 | Fou blanc sur case noire d6 · Pion noir sur case blanche g6 · Roi blanc sur case noire g5 · Pion blanc sur case noire b4 · Pion blanc sur case blanche c4 · Roi noir sur case noire d4 · Pion noir sur case blanche e4 · Tour blanche sur case noire c3 · Cavalier noir sur case blanche d3 · Cavalier blanc sur case noire e3 · Dame blanche sur case blanche h3 · Cavalier noir sur case noire a1 · Cavalier blanc sur case blanche b1 | Fou blanc sur case noire d6 · Pion noir sur case blanche g6 · Roi blanc sur case noire g5 · Pion blanc sur case noire b4 · Pion blanc sur case blanche c4 · Roi noir sur case noire d4 · Pion noir sur case blanche e4 · Tour blanche sur case noire c3 · Cavalier noir sur case blanche d3 · Cavalier blanc sur case noire e3 · Dame blanche sur case blanche h3 · Cavalier noir sur case noire a1 · Cavalier blanc sur case blanche b1 | 8 |
| 7 | Fou blanc sur case noire d6 · Pion noir sur case blanche g6 · Roi blanc sur case noire g5 · Pion blanc sur case noire b4 · Pion blanc sur case blanche c4 · Roi noir sur case noire d4 · Pion noir sur case blanche e4 · Tour blanche sur case noire c3 · Cavalier noir sur case blanche d3 · Cavalier blanc sur case noire e3 · Dame blanche sur case blanche h3 · Cavalier noir sur case noire a1 · Cavalier blanc sur case blanche b1 | Fou blanc sur case noire d6 · Pion noir sur case blanche g6 · Roi blanc sur case noire g5 · Pion blanc sur case noire b4 · Pion blanc sur case blanche c4 · Roi noir sur case noire d4 · Pion noir sur case blanche e4 · Tour blanche sur case noire c3 · Cavalier noir sur case blanche d3 · Cavalier blanc sur case noire e3 · Dame blanche sur case blanche h3 · Cavalier noir sur case noire a1 · Cavalier blanc sur case blanche b1 | Fou blanc sur case noire d6 · Pion noir sur case blanche g6 · Roi blanc sur case noire g5 · Pion blanc sur case noire b4 · Pion blanc sur case blanche c4 · Roi noir sur case noire d4 · Pion noir sur case blanche e4 · Tour blanche sur case noire c3 · Cavalier noir sur case blanche d3 · Cavalier blanc sur case noire e3 · Dame blanche sur case blanche h3 · Cavalier noir sur case noire a1 · Cavalier blanc sur case blanche b1 | Fou blanc sur case noire d6 · Pion noir sur case blanche g6 · Roi blanc sur case noire g5 · Pion blanc sur case noire b4 · Pion blanc sur case blanche c4 · Roi noir sur case noire d4 · Pion noir sur case blanche e4 · Tour blanche sur case noire c3 · Cavalier noir sur case blanche d3 · Cavalier blanc sur case noire e3 · Dame blanche sur case blanche h3 · Cavalier noir sur case noire a1 · Cavalier blanc sur case blanche b1 | Fou blanc sur case noire d6 · Pion noir sur case blanche g6 · Roi blanc sur case noire g5 · Pion blanc sur case noire b4 · Pion blanc sur case blanche c4 · Roi noir sur case noire d4 · Pion noir sur case blanche e4 · Tour blanche sur case noire c3 · Cavalier noir sur case blanche d3 · Cavalier blanc sur case noire e3 · Dame blanche sur case blanche h3 · Cavalier noir sur case noire a1 · Cavalier blanc sur case blanche b1 | Fou blanc sur case noire d6 · Pion noir sur case blanche g6 · Roi blanc sur case noire g5 · Pion blanc sur case noire b4 · Pion blanc sur case blanche c4 · Roi noir sur case noire d4 · Pion noir sur case blanche e4 · Tour blanche sur case noire c3 · Cavalier noir sur case blanche d3 · Cavalier blanc sur case noire e3 · Dame blanche sur case blanche h3 · Cavalier noir sur case noire a1 · Cavalier blanc sur case blanche b1 | Fou blanc sur case noire d6 · Pion noir sur case blanche g6 · Roi blanc sur case noire g5 · Pion blanc sur case noire b4 · Pion blanc sur case blanche c4 · Roi noir sur case noire d4 · Pion noir sur case blanche e4 · Tour blanche sur case noire c3 · Cavalier noir sur case blanche d3 · Cavalier blanc sur case noire e3 · Dame blanche sur case blanche h3 · Cavalier noir sur case noire a1 · Cavalier blanc sur case blanche b1 | Fou blanc sur case noire d6 · Pion noir sur case blanche g6 · Roi blanc sur case noire g5 · Pion blanc sur case noire b4 · Pion blanc sur case blanche c4 · Roi noir sur case noire d4 · Pion noir sur case blanche e4 · Tour blanche sur case noire c3 · Cavalier noir sur case blanche d3 · Cavalier blanc sur case noire e3 · Dame blanche sur case blanche h3 · Cavalier noir sur case noire a1 · Cavalier blanc sur case blanche b1 | 7 |
| 6 | Fou blanc sur case noire d6 · Pion noir sur case blanche g6 · Roi blanc sur case noire g5 · Pion blanc sur case noire b4 · Pion blanc sur case blanche c4 · Roi noir sur case noire d4 · Pion noir sur case blanche e4 · Tour blanche sur case noire c3 · Cavalier noir sur case blanche d3 · Cavalier blanc sur case noire e3 · Dame blanche sur case blanche h3 · Cavalier noir sur case noire a1 · Cavalier blanc sur case blanche b1 | Fou blanc sur case noire d6 · Pion noir sur case blanche g6 · Roi blanc sur case noire g5 · Pion blanc sur case noire b4 · Pion blanc sur case blanche c4 · Roi noir sur case noire d4 · Pion noir sur case blanche e4 · Tour blanche sur case noire c3 · Cavalier noir sur case blanche d3 · Cavalier blanc sur case noire e3 · Dame blanche sur case blanche h3 · Cavalier noir sur case noire a1 · Cavalier blanc sur case blanche b1 | Fou blanc sur case noire d6 · Pion noir sur case blanche g6 · Roi blanc sur case noire g5 · Pion blanc sur case noire b4 · Pion blanc sur case blanche c4 · Roi noir sur case noire d4 · Pion noir sur case blanche e4 · Tour blanche sur case noire c3 · Cavalier noir sur case blanche d3 · Cavalier blanc sur case noire e3 · Dame blanche sur case blanche h3 · Cavalier noir sur case noire a1 · Cavalier blanc sur case blanche b1 | Fou blanc sur case noire d6 · Pion noir sur case blanche g6 · Roi blanc sur case noire g5 · Pion blanc sur case noire b4 · Pion blanc sur case blanche c4 · Roi noir sur case noire d4 · Pion noir sur case blanche e4 · Tour blanche sur case noire c3 · Cavalier noir sur case blanche d3 · Cavalier blanc sur case noire e3 · Dame blanche sur case blanche h3 · Cavalier noir sur case noire a1 · Cavalier blanc sur case blanche b1 | Fou blanc sur case noire d6 · Pion noir sur case blanche g6 · Roi blanc sur case noire g5 · Pion blanc sur case noire b4 · Pion blanc sur case blanche c4 · Roi noir sur case noire d4 · Pion noir sur case blanche e4 · Tour blanche sur case noire c3 · Cavalier noir sur case blanche d3 · Cavalier blanc sur case noire e3 · Dame blanche sur case blanche h3 · Cavalier noir sur case noire a1 · Cavalier blanc sur case blanche b1 | Fou blanc sur case noire d6 · Pion noir sur case blanche g6 · Roi blanc sur case noire g5 · Pion blanc sur case noire b4 · Pion blanc sur case blanche c4 · Roi noir sur case noire d4 · Pion noir sur case blanche e4 · Tour blanche sur case noire c3 · Cavalier noir sur case blanche d3 · Cavalier blanc sur case noire e3 · Dame blanche sur case blanche h3 · Cavalier noir sur case noire a1 · Cavalier blanc sur case blanche b1 | Fou blanc sur case noire d6 · Pion noir sur case blanche g6 · Roi blanc sur case noire g5 · Pion blanc sur case noire b4 · Pion blanc sur case blanche c4 · Roi noir sur case noire d4 · Pion noir sur case blanche e4 · Tour blanche sur case noire c3 · Cavalier noir sur case blanche d3 · Cavalier blanc sur case noire e3 · Dame blanche sur case blanche h3 · Cavalier noir sur case noire a1 · Cavalier blanc sur case blanche b1 | Fou blanc sur case noire d6 · Pion noir sur case blanche g6 · Roi blanc sur case noire g5 · Pion blanc sur case noire b4 · Pion blanc sur case blanche c4 · Roi noir sur case noire d4 · Pion noir sur case blanche e4 · Tour blanche sur case noire c3 · Cavalier noir sur case blanche d3 · Cavalier blanc sur case noire e3 · Dame blanche sur case blanche h3 · Cavalier noir sur case noire a1 · Cavalier blanc sur case blanche b1 | 6 |
| 5 | Fou blanc sur case noire d6 · Pion noir sur case blanche g6 · Roi blanc sur case noire g5 · Pion blanc sur case noire b4 · Pion blanc sur case blanche c4 · Roi noir sur case noire d4 · Pion noir sur case blanche e4 · Tour blanche sur case noire c3 · Cavalier noir sur case blanche d3 · Cavalier blanc sur case noire e3 · Dame blanche sur case blanche h3 · Cavalier noir sur case noire a1 · Cavalier blanc sur case blanche b1 | Fou blanc sur case noire d6 · Pion noir sur case blanche g6 · Roi blanc sur case noire g5 · Pion blanc sur case noire b4 · Pion blanc sur case blanche c4 · Roi noir sur case noire d4 · Pion noir sur case blanche e4 · Tour blanche sur case noire c3 · Cavalier noir sur case blanche d3 · Cavalier blanc sur case noire e3 · Dame blanche sur case blanche h3 · Cavalier noir sur case noire a1 · Cavalier blanc sur case blanche b1 | Fou blanc sur case noire d6 · Pion noir sur case blanche g6 · Roi blanc sur case noire g5 · Pion blanc sur case noire b4 · Pion blanc sur case blanche c4 · Roi noir sur case noire d4 · Pion noir sur case blanche e4 · Tour blanche sur case noire c3 · Cavalier noir sur case blanche d3 · Cavalier blanc sur case noire e3 · Dame blanche sur case blanche h3 · Cavalier noir sur case noire a1 · Cavalier blanc sur case blanche b1 | Fou blanc sur case noire d6 · Pion noir sur case blanche g6 · Roi blanc sur case noire g5 · Pion blanc sur case noire b4 · Pion blanc sur case blanche c4 · Roi noir sur case noire d4 · Pion noir sur case blanche e4 · Tour blanche sur case noire c3 · Cavalier noir sur case blanche d3 · Cavalier blanc sur case noire e3 · Dame blanche sur case blanche h3 · Cavalier noir sur case noire a1 · Cavalier blanc sur case blanche b1 | Fou blanc sur case noire d6 · Pion noir sur case blanche g6 · Roi blanc sur case noire g5 · Pion blanc sur case noire b4 · Pion blanc sur case blanche c4 · Roi noir sur case noire d4 · Pion noir sur case blanche e4 · Tour blanche sur case noire c3 · Cavalier noir sur case blanche d3 · Cavalier blanc sur case noire e3 · Dame blanche sur case blanche h3 · Cavalier noir sur case noire a1 · Cavalier blanc sur case blanche b1 | Fou blanc sur case noire d6 · Pion noir sur case blanche g6 · Roi blanc sur case noire g5 · Pion blanc sur case noire b4 · Pion blanc sur case blanche c4 · Roi noir sur case noire d4 · Pion noir sur case blanche e4 · Tour blanche sur case noire c3 · Cavalier noir sur case blanche d3 · Cavalier blanc sur case noire e3 · Dame blanche sur case blanche h3 · Cavalier noir sur case noire a1 · Cavalier blanc sur case blanche b1 | Fou blanc sur case noire d6 · Pion noir sur case blanche g6 · Roi blanc sur case noire g5 · Pion blanc sur case noire b4 · Pion blanc sur case blanche c4 · Roi noir sur case noire d4 · Pion noir sur case blanche e4 · Tour blanche sur case noire c3 · Cavalier noir sur case blanche d3 · Cavalier blanc sur case noire e3 · Dame blanche sur case blanche h3 · Cavalier noir sur case noire a1 · Cavalier blanc sur case blanche b1 | Fou blanc sur case noire d6 · Pion noir sur case blanche g6 · Roi blanc sur case noire g5 · Pion blanc sur case noire b4 · Pion blanc sur case blanche c4 · Roi noir sur case noire d4 · Pion noir sur case blanche e4 · Tour blanche sur case noire c3 · Cavalier noir sur case blanche d3 · Cavalier blanc sur case noire e3 · Dame blanche sur case blanche h3 · Cavalier noir sur case noire a1 · Cavalier blanc sur case blanche b1 | 5 |
| 4 | Fou blanc sur case noire d6 · Pion noir sur case blanche g6 · Roi blanc sur case noire g5 · Pion blanc sur case noire b4 · Pion blanc sur case blanche c4 · Roi noir sur case noire d4 · Pion noir sur case blanche e4 · Tour blanche sur case noire c3 · Cavalier noir sur case blanche d3 · Cavalier blanc sur case noire e3 · Dame blanche sur case blanche h3 · Cavalier noir sur case noire a1 · Cavalier blanc sur case blanche b1 | Fou blanc sur case noire d6 · Pion noir sur case blanche g6 · Roi blanc sur case noire g5 · Pion blanc sur case noire b4 · Pion blanc sur case blanche c4 · Roi noir sur case noire d4 · Pion noir sur case blanche e4 · Tour blanche sur case noire c3 · Cavalier noir sur case blanche d3 · Cavalier blanc sur case noire e3 · Dame blanche sur case blanche h3 · Cavalier noir sur case noire a1 · Cavalier blanc sur case blanche b1 | Fou blanc sur case noire d6 · Pion noir sur case blanche g6 · Roi blanc sur case noire g5 · Pion blanc sur case noire b4 · Pion blanc sur case blanche c4 · Roi noir sur case noire d4 · Pion noir sur case blanche e4 · Tour blanche sur case noire c3 · Cavalier noir sur case blanche d3 · Cavalier blanc sur case noire e3 · Dame blanche sur case blanche h3 · Cavalier noir sur case noire a1 · Cavalier blanc sur case blanche b1 | Fou blanc sur case noire d6 · Pion noir sur case blanche g6 · Roi blanc sur case noire g5 · Pion blanc sur case noire b4 · Pion blanc sur case blanche c4 · Roi noir sur case noire d4 · Pion noir sur case blanche e4 · Tour blanche sur case noire c3 · Cavalier noir sur case blanche d3 · Cavalier blanc sur case noire e3 · Dame blanche sur case blanche h3 · Cavalier noir sur case noire a1 · Cavalier blanc sur case blanche b1 | Fou blanc sur case noire d6 · Pion noir sur case blanche g6 · Roi blanc sur case noire g5 · Pion blanc sur case noire b4 · Pion blanc sur case blanche c4 · Roi noir sur case noire d4 · Pion noir sur case blanche e4 · Tour blanche sur case noire c3 · Cavalier noir sur case blanche d3 · Cavalier blanc sur case noire e3 · Dame blanche sur case blanche h3 · Cavalier noir sur case noire a1 · Cavalier blanc sur case blanche b1 | Fou blanc sur case noire d6 · Pion noir sur case blanche g6 · Roi blanc sur case noire g5 · Pion blanc sur case noire b4 · Pion blanc sur case blanche c4 · Roi noir sur case noire d4 · Pion noir sur case blanche e4 · Tour blanche sur case noire c3 · Cavalier noir sur case blanche d3 · Cavalier blanc sur case noire e3 · Dame blanche sur case blanche h3 · Cavalier noir sur case noire a1 · Cavalier blanc sur case blanche b1 | Fou blanc sur case noire d6 · Pion noir sur case blanche g6 · Roi blanc sur case noire g5 · Pion blanc sur case noire b4 · Pion blanc sur case blanche c4 · Roi noir sur case noire d4 · Pion noir sur case blanche e4 · Tour blanche sur case noire c3 · Cavalier noir sur case blanche d3 · Cavalier blanc sur case noire e3 · Dame blanche sur case blanche h3 · Cavalier noir sur case noire a1 · Cavalier blanc sur case blanche b1 | Fou blanc sur case noire d6 · Pion noir sur case blanche g6 · Roi blanc sur case noire g5 · Pion blanc sur case noire b4 · Pion blanc sur case blanche c4 · Roi noir sur case noire d4 · Pion noir sur case blanche e4 · Tour blanche sur case noire c3 · Cavalier noir sur case blanche d3 · Cavalier blanc sur case noire e3 · Dame blanche sur case blanche h3 · Cavalier noir sur case noire a1 · Cavalier blanc sur case blanche b1 | 4 |
| 3 | Fou blanc sur case noire d6 · Pion noir sur case blanche g6 · Roi blanc sur case noire g5 · Pion blanc sur case noire b4 · Pion blanc sur case blanche c4 · Roi noir sur case noire d4 · Pion noir sur case blanche e4 · Tour blanche sur case noire c3 · Cavalier noir sur case blanche d3 · Cavalier blanc sur case noire e3 · Dame blanche sur case blanche h3 · Cavalier noir sur case noire a1 · Cavalier blanc sur case blanche b1 | Fou blanc sur case noire d6 · Pion noir sur case blanche g6 · Roi blanc sur case noire g5 · Pion blanc sur case noire b4 · Pion blanc sur case blanche c4 · Roi noir sur case noire d4 · Pion noir sur case blanche e4 · Tour blanche sur case noire c3 · Cavalier noir sur case blanche d3 · Cavalier blanc sur case noire e3 · Dame blanche sur case blanche h3 · Cavalier noir sur case noire a1 · Cavalier blanc sur case blanche b1 | Fou blanc sur case noire d6 · Pion noir sur case blanche g6 · Roi blanc sur case noire g5 · Pion blanc sur case noire b4 · Pion blanc sur case blanche c4 · Roi noir sur case noire d4 · Pion noir sur case blanche e4 · Tour blanche sur case noire c3 · Cavalier noir sur case blanche d3 · Cavalier blanc sur case noire e3 · Dame blanche sur case blanche h3 · Cavalier noir sur case noire a1 · Cavalier blanc sur case blanche b1 | Fou blanc sur case noire d6 · Pion noir sur case blanche g6 · Roi blanc sur case noire g5 · Pion blanc sur case noire b4 · Pion blanc sur case blanche c4 · Roi noir sur case noire d4 · Pion noir sur case blanche e4 · Tour blanche sur case noire c3 · Cavalier noir sur case blanche d3 · Cavalier blanc sur case noire e3 · Dame blanche sur case blanche h3 · Cavalier noir sur case noire a1 · Cavalier blanc sur case blanche b1 | Fou blanc sur case noire d6 · Pion noir sur case blanche g6 · Roi blanc sur case noire g5 · Pion blanc sur case noire b4 · Pion blanc sur case blanche c4 · Roi noir sur case noire d4 · Pion noir sur case blanche e4 · Tour blanche sur case noire c3 · Cavalier noir sur case blanche d3 · Cavalier blanc sur case noire e3 · Dame blanche sur case blanche h3 · Cavalier noir sur case noire a1 · Cavalier blanc sur case blanche b1 | Fou blanc sur case noire d6 · Pion noir sur case blanche g6 · Roi blanc sur case noire g5 · Pion blanc sur case noire b4 · Pion blanc sur case blanche c4 · Roi noir sur case noire d4 · Pion noir sur case blanche e4 · Tour blanche sur case noire c3 · Cavalier noir sur case blanche d3 · Cavalier blanc sur case noire e3 · Dame blanche sur case blanche h3 · Cavalier noir sur case noire a1 · Cavalier blanc sur case blanche b1 | Fou blanc sur case noire d6 · Pion noir sur case blanche g6 · Roi blanc sur case noire g5 · Pion blanc sur case noire b4 · Pion blanc sur case blanche c4 · Roi noir sur case noire d4 · Pion noir sur case blanche e4 · Tour blanche sur case noire c3 · Cavalier noir sur case blanche d3 · Cavalier blanc sur case noire e3 · Dame blanche sur case blanche h3 · Cavalier noir sur case noire a1 · Cavalier blanc sur case blanche b1 | Fou blanc sur case noire d6 · Pion noir sur case blanche g6 · Roi blanc sur case noire g5 · Pion blanc sur case noire b4 · Pion blanc sur case blanche c4 · Roi noir sur case noire d4 · Pion noir sur case blanche e4 · Tour blanche sur case noire c3 · Cavalier noir sur case blanche d3 · Cavalier blanc sur case noire e3 · Dame blanche sur case blanche h3 · Cavalier noir sur case noire a1 · Cavalier blanc sur case blanche b1 | 3 |
| 2 | Fou blanc sur case noire d6 · Pion noir sur case blanche g6 · Roi blanc sur case noire g5 · Pion blanc sur case noire b4 · Pion blanc sur case blanche c4 · Roi noir sur case noire d4 · Pion noir sur case blanche e4 · Tour blanche sur case noire c3 · Cavalier noir sur case blanche d3 · Cavalier blanc sur case noire e3 · Dame blanche sur case blanche h3 · Cavalier noir sur case noire a1 · Cavalier blanc sur case blanche b1 | Fou blanc sur case noire d6 · Pion noir sur case blanche g6 · Roi blanc sur case noire g5 · Pion blanc sur case noire b4 · Pion blanc sur case blanche c4 · Roi noir sur case noire d4 · Pion noir sur case blanche e4 · Tour blanche sur case noire c3 · Cavalier noir sur case blanche d3 · Cavalier blanc sur case noire e3 · Dame blanche sur case blanche h3 · Cavalier noir sur case noire a1 · Cavalier blanc sur case blanche b1 | Fou blanc sur case noire d6 · Pion noir sur case blanche g6 · Roi blanc sur case noire g5 · Pion blanc sur case noire b4 · Pion blanc sur case blanche c4 · Roi noir sur case noire d4 · Pion noir sur case blanche e4 · Tour blanche sur case noire c3 · Cavalier noir sur case blanche d3 · Cavalier blanc sur case noire e3 · Dame blanche sur case blanche h3 · Cavalier noir sur case noire a1 · Cavalier blanc sur case blanche b1 | Fou blanc sur case noire d6 · Pion noir sur case blanche g6 · Roi blanc sur case noire g5 · Pion blanc sur case noire b4 · Pion blanc sur case blanche c4 · Roi noir sur case noire d4 · Pion noir sur case blanche e4 · Tour blanche sur case noire c3 · Cavalier noir sur case blanche d3 · Cavalier blanc sur case noire e3 · Dame blanche sur case blanche h3 · Cavalier noir sur case noire a1 · Cavalier blanc sur case blanche b1 | Fou blanc sur case noire d6 · Pion noir sur case blanche g6 · Roi blanc sur case noire g5 · Pion blanc sur case noire b4 · Pion blanc sur case blanche c4 · Roi noir sur case noire d4 · Pion noir sur case blanche e4 · Tour blanche sur case noire c3 · Cavalier noir sur case blanche d3 · Cavalier blanc sur case noire e3 · Dame blanche sur case blanche h3 · Cavalier noir sur case noire a1 · Cavalier blanc sur case blanche b1 | Fou blanc sur case noire d6 · Pion noir sur case blanche g6 · Roi blanc sur case noire g5 · Pion blanc sur case noire b4 · Pion blanc sur case blanche c4 · Roi noir sur case noire d4 · Pion noir sur case blanche e4 · Tour blanche sur case noire c3 · Cavalier noir sur case blanche d3 · Cavalier blanc sur case noire e3 · Dame blanche sur case blanche h3 · Cavalier noir sur case noire a1 · Cavalier blanc sur case blanche b1 | Fou blanc sur case noire d6 · Pion noir sur case blanche g6 · Roi blanc sur case noire g5 · Pion blanc sur case noire b4 · Pion blanc sur case blanche c4 · Roi noir sur case noire d4 · Pion noir sur case blanche e4 · Tour blanche sur case noire c3 · Cavalier noir sur case blanche d3 · Cavalier blanc sur case noire e3 · Dame blanche sur case blanche h3 · Cavalier noir sur case noire a1 · Cavalier blanc sur case blanche b1 | Fou blanc sur case noire d6 · Pion noir sur case blanche g6 · Roi blanc sur case noire g5 · Pion blanc sur case noire b4 · Pion blanc sur case blanche c4 · Roi noir sur case noire d4 · Pion noir sur case blanche e4 · Tour blanche sur case noire c3 · Cavalier noir sur case blanche d3 · Cavalier blanc sur case noire e3 · Dame blanche sur case blanche h3 · Cavalier noir sur case noire a1 · Cavalier blanc sur case blanche b1 | 2 |
| 1 | Fou blanc sur case noire d6 · Pion noir sur case blanche g6 · Roi blanc sur case noire g5 · Pion blanc sur case noire b4 · Pion blanc sur case blanche c4 · Roi noir sur case noire d4 · Pion noir sur case blanche e4 · Tour blanche sur case noire c3 · Cavalier noir sur case blanche d3 · Cavalier blanc sur case noire e3 · Dame blanche sur case blanche h3 · Cavalier noir sur case noire a1 · Cavalier blanc sur case blanche b1 | Fou blanc sur case noire d6 · Pion noir sur case blanche g6 · Roi blanc sur case noire g5 · Pion blanc sur case noire b4 · Pion blanc sur case blanche c4 · Roi noir sur case noire d4 · Pion noir sur case blanche e4 · Tour blanche sur case noire c3 · Cavalier noir sur case blanche d3 · Cavalier blanc sur case noire e3 · Dame blanche sur case blanche h3 · Cavalier noir sur case noire a1 · Cavalier blanc sur case blanche b1 | Fou blanc sur case noire d6 · Pion noir sur case blanche g6 · Roi blanc sur case noire g5 · Pion blanc sur case noire b4 · Pion blanc sur case blanche c4 · Roi noir sur case noire d4 · Pion noir sur case blanche e4 · Tour blanche sur case noire c3 · Cavalier noir sur case blanche d3 · Cavalier blanc sur case noire e3 · Dame blanche sur case blanche h3 · Cavalier noir sur case noire a1 · Cavalier blanc sur case blanche b1 | Fou blanc sur case noire d6 · Pion noir sur case blanche g6 · Roi blanc sur case noire g5 · Pion blanc sur case noire b4 · Pion blanc sur case blanche c4 · Roi noir sur case noire d4 · Pion noir sur case blanche e4 · Tour blanche sur case noire c3 · Cavalier noir sur case blanche d3 · Cavalier blanc sur case noire e3 · Dame blanche sur case blanche h3 · Cavalier noir sur case noire a1 · Cavalier blanc sur case blanche b1 | Fou blanc sur case noire d6 · Pion noir sur case blanche g6 · Roi blanc sur case noire g5 · Pion blanc sur case noire b4 · Pion blanc sur case blanche c4 · Roi noir sur case noire d4 · Pion noir sur case blanche e4 · Tour blanche sur case noire c3 · Cavalier noir sur case blanche d3 · Cavalier blanc sur case noire e3 · Dame blanche sur case blanche h3 · Cavalier noir sur case noire a1 · Cavalier blanc sur case blanche b1 | Fou blanc sur case noire d6 · Pion noir sur case blanche g6 · Roi blanc sur case noire g5 · Pion blanc sur case noire b4 · Pion blanc sur case blanche c4 · Roi noir sur case noire d4 · Pion noir sur case blanche e4 · Tour blanche sur case noire c3 · Cavalier noir sur case blanche d3 · Cavalier blanc sur case noire e3 · Dame blanche sur case blanche h3 · Cavalier noir sur case noire a1 · Cavalier blanc sur case blanche b1 | Fou blanc sur case noire d6 · Pion noir sur case blanche g6 · Roi blanc sur case noire g5 · Pion blanc sur case noire b4 · Pion blanc sur case blanche c4 · Roi noir sur case noire d4 · Pion noir sur case blanche e4 · Tour blanche sur case noire c3 · Cavalier noir sur case blanche d3 · Cavalier blanc sur case noire e3 · Dame blanche sur case blanche h3 · Cavalier noir sur case noire a1 · Cavalier blanc sur case blanche b1 | Fou blanc sur case noire d6 · Pion noir sur case blanche g6 · Roi blanc sur case noire g5 · Pion blanc sur case noire b4 · Pion blanc sur case blanche c4 · Roi noir sur case noire d4 · Pion noir sur case blanche e4 · Tour blanche sur case noire c3 · Cavalier noir sur case blanche d3 · Cavalier blanc sur case noire e3 · Dame blanche sur case blanche h3 · Cavalier noir sur case noire a1 · Cavalier blanc sur case blanche b1 | 1 |
|   | a | b | c | d | e | f | g | h |   |